# Гаврюшин Євген Володимирович
Євге́н Володи́мирович Гаврю́шин (12 липня 1965, Харківщина — 13 березня 2022, Яворівський військовий полігон, Львівська область) — полковник Збройних сил України, учасник російсько-української війни.

## Життєпис
Народився 12 липня 1965 року на Харківщині в сім`ї військовика. Випускник Самбірської школи № 7 (тепер Самбірська гімназія № 7) у 1980 році. Навчався в Самбірській музичній школі по класу фортепіано.
Продовжив навчання у профтехучилищі у м. Куп’янськ Харківської області.
Вступив на військову службу з 1983 із Самбірського військового комісаріату.
1983 по 1984 служив рядовим у 24 механізованій бригаді.
1984 — вступив до вищого Хмельницького артилерійського командного училища.
1988 — проходив службу у Прибалтійського військовому окрузі, м. Калінінград.
1989 — проходив службу у 144-й мотострілецькій дивізії в місті Таллінн.
1992 — народився його перший син, Гаврюшин Олег Євгенович.
1991 — приходив службу у військовій частині А1108, місті Дрогобич.
1994 — служив у військовій частині А3974, місті Самбір.
1995—1997 навчався у Одеському інституті сухопутних військ.
1996 — одружився з Надією Михайлівною Хававчак.
1996 — народився його другий син, Гаврюшин Олександр Євгенович.
1998 по 2006 проходив службу на посадах офіцера, старшого офіцера в службі РАО, начальника відділу в управлінні логістики Західного оперативного командування, місто Львів. Був одним з найдосвідченіших фахівців у галузі ракетно-артилерійського озброєння.
2002 — народилась його дочка Гаврюшина Марія Євгенівна.
2006 по 2015 проходив службу центральному ракетному-артилерійському управлінні озброєння Головного управління логістики Командування сил підтримки Збройних Сил України. Брав активну участь у подіях Майдану. Брав безпосередню участь в антитерористичній операції у 2014 році. За особисту мужність і героїзм, виявлені у захисті державного суверенітету та територіальної цілісності України, вірність військовій присязі під час російсько-української війни нагороджений орденом Богдана Хмельницького III ступеня (26.02.2015).
За станом здоров'я мусив покинути лави ЗСУ, але став викладачем, доцентом кафедри наземної артилерії в Національній академії сухопутних військ імені гетьмана Петра Сагайдачного.
Загинув 13 березня 2022 року під час російського ракетного обстрілу Міжнародного центру миротворчості та безпеки на Яворівському військовому полігоні. У зв'язку із загибеллю у статусі цивільного, керівництво навчального закладу оформило це як «смерть від нещасного випадку на виробництві». Через це родина не отримала належних соціальних гарантій.

## Нагороди
За особисту мужність і героїзм, виявлені у захисті державного суверенітету та територіальної цілісності України, вірність військовій присязі під час російсько-української війни
- нагороджений орденом Богдана Хмельницького III ступеня (26.2.2015)[4].